# Yuri Slezkine
Yuri Lvóvich Slezkine (en ruso: Ю́рий Льво́вич Слёзкин, romanizado: Yuri Lvóvich Sliozkin; Moscú, 7 de febrero de 1956) es un historiador y traductor estadounidense de origen ruso. Es catedrático de Historia de Rusia, sovietólogo y director del Institute of Slavic, East European, and Eurasian Studies en la Universidad de California en Berkeley. Es más conocido como el autor del libro The Jewish Century (El siglo judío, 2004) y The House of Government: A Saga of The Russian Revolution (La Casa del Gobierno. Saga de la Revolución rusa).
En su libro La Casa del Gobierno. Saga de la Revolución rusa identifica a los bolcheviques como una “secta milenarista” que se hizo con el poder estatal. Al mismo tiempo, considera que Rusia no podrá renunciar por completo al legado soviético, en parte porque la victoria en la Gran Guerra Patria es inimaginable sin los comunistas.

## Carrera
Inicialmente, Slezkine se formó en la Facultad de Filología de la Universidad Estatal de Moscú. Su primer viaje fuera de la Unión Soviética fue a finales de los años 1970, cuando trabajaba de traductor en Mozambique. Regresó a Moscú para servir de intérprete de portugués y pasó el año 1982 en Lisboa antes de emigrar a Austin, Texas, al año siguiente. Obtuvo su doctorado (PhD) en Historia por la Universidad de Texas en Austin.
De 2009 a 2011, formó parte de W. Glenn Campbell y Rita Ricardo-Campbell National Fellows en la Hoover Institution de la Universidad de Stanford y ejerció la cátedra Jane K. Sather de Historia en la Universidad de California. También es miembro de la Academia Estadounidense de las Artes y las Ciencias, elegido en 2008.

## Teoría de la identidad étnica
Slezkine caracteriza a los judíos —junto a otros grupos como los armenios y los chinos de ultramar— como gente mercuriana (Mercurian), esto es, «especializada exclusivamente en prestar servicios a las sociedades circundantes que producen alimentos», a las que a su vez caracteriza como apolonias (Apollonian). Esta división es, según él, recurrente en las sociedades previas al siglo xx.
Con la excepción de los romaníes, estos pueblos mercurianos han disfrutado de grandes éxitos socioeconómicos con relación al promedio entre sus huéspedes, y tienen todos, sin excepción, apegada hostilidad y resentimiento. Un patrón de las relaciones entre los apolonios y los mercurianos es que la representación social de cada grupo por el otro es simétrica; por ejemplo, el grupo mercuriano ve al apolonio como gente bruta, mientras que estos últimos ven en los primeros un carácter afeminado. Para cultivar su separación de los apolonios, los mercurianos desarrollan una cultura de «pureza» y «mitos nacionales» que les permite proveerse de servicios internacionales (intermediarios, diplomacia) o servicios que son tabú para la cultura local apolonia (vinculados a la muerte, la magia, la sexualidad o la banca).
Slezkine desarrolla esta tesis apoyándose en que los judíos, la gente con más éxito de este sector mercuriano, han ejercido una influencia creciente en el curso y la naturaleza de las sociedades occidentales, particularmente durante las fases tempranas y medias del comunismo soviético, y esa modernidad puede ser vista como una transformación de apolonios en mercurianos.

## Obras
| Título original                                                                                  | Título en español                                                                                    | Detalles                                                                         |
| ------------------------------------------------------------------------------------------------ | --- | -------------------------------------------------------------------------------- |
| The House of Government: A Saga of the Russian Revolution                                        | La casa eterna. Saga de la Revolución rusa                                                           | Princeton University Press, 2017                                                 |
| The Jewish Century                                                                               | El siglo judío                                                                                       | Princeton University Press, 2004 (ISBN 0-691-11995-3)                            |
| In the Shadow of the Revolution: Life Stories of Russian Women from 1917 to the Second World War | A la sombra de la Revolución: Historias vitales de mujeres rusas de 1917 a la Segunda Guerra Mundial | Editado por Sheila Fitzpatrick y Yuri Slezkine, Princeton University Press, 2000 |
| Arctic Mirrors: Russia and the Small Peoples of the North                                        | Espejos árticos: Rusia y las hadas del Norte                                                         | Cornell University Press, 1994                                                   |
| «The USSR as a Communal Apartment, or How a Socialist State Promoted Ethnic Particularism»       | «La URSS como un apartmento comunal, o cómo un Estado socialista promovió el particularismo étnico»  | Slavic Review, vol. 53, n.º 2 (verano de 1994), pp. 414-452                      |
| Between Heaven and Hell: The Myth of Siberia in Russian Culture                                  | Entre el cielo y el infierno: El mito de Siberia en la cultura rusa                                  | 1993                                                                             |

## Premios
- 2002: Premio Nacional del Libro Judío en los Estudios de Europa del Este por The Jewish Century.[9]

## Referencias

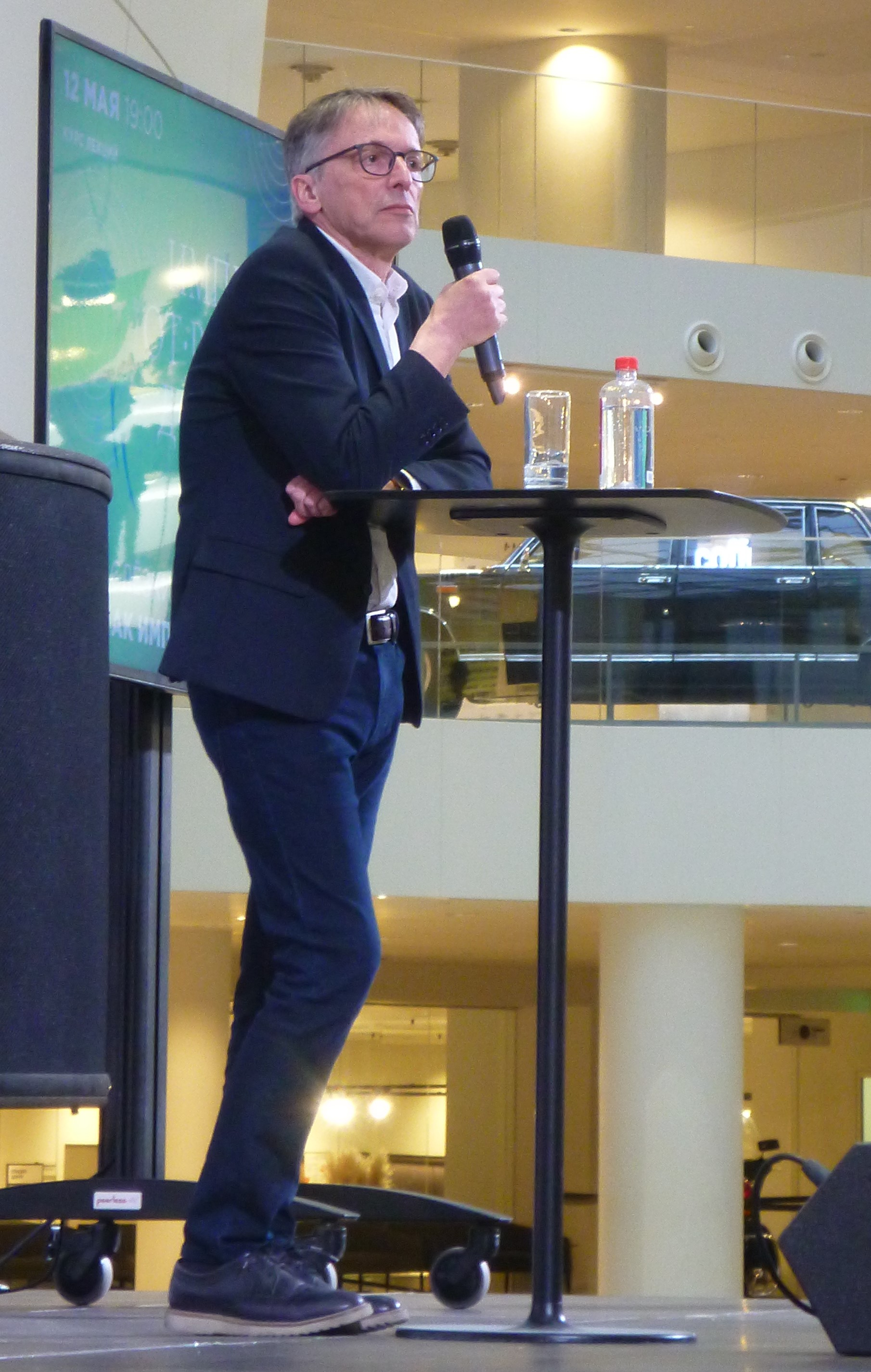
Slezkine en el Centro Yeltsin. Ekaterimburgo, 12 mayo 2023